# Louder Tour (R5)
Il Louder Tour è la quarta tournée musicale del gruppo pop rock e alternative rock statunitense R5 e il secondo tour mondiale della band, svoltosi fra febbraio e settembre del 2014.

## Informazioni sul tour
Il tour è iniziato il 7 dicembre 2013 a Città del Messico ed è terminato con uno spettacolo a Londra, nel Regno Unito, il 18 giugno 2014. Ha incluso concreti negli Stati Uniti, in Canada, in Medio Oriente, in Sud America e in Europa, tra cui un concerto in Italia a Milano.
Il tour ha promosso il primo album in studio del gruppo, Louder, pubblicato dall'etichetta discografica Hollywood Records. Inoltre sono state inserite nella scaletta alcune cover e un brano tratto dalla colonna sonora della serie TV Austin & Ally, di cui uno dei membri del gruppo, Ross Lynch, è protagonista. Una particolarità del tour è che gli stessi fan hanno potuto votare da tutto il mondo le città in cui gli R5 si sarebbero esibiti, attraverso la campagna R5 Rocks the World in collaborazione con YouTube, con una votazione pubblica online sul sito ufficiale del gruppo.

## Broadcast e registrazioni
Il 28 febbraio 2014 il cantante e chitarrista del gruppo, Ross Lynch, ha annunciato che la band avrebbe registrato il concerto di Londra, che si sarebbe tenuto il 4 marzo alla The O2, durante la parte europea del tour. La band aveva infatti pianificato di lanciare un film-concerto, ma ciò non avvenne. Il 25 aprile 2014 il gruppo pubblicò il suo primo video live, la cover di Counting Stars dei OneRepublic con la collaborazione del gruppo musicale inglese The Vamps. Successivamente furono pubblicati altri cinque video live: (I Can't) Forget About You il 1º maggio, Ain't No Way We're Goin' Home l'8 maggio, Loud il 16 maggio, Pass Me By il 22 maggio e One Last Dance il 29 maggio. È stato inoltre pubblicato un EP live contenente le versioni live di queste canzoni, intitolato Live in London.
Inoltre, durante il Louder World Tour le telecamere di Vevo hanno seguito la band e hanno realizzato uno speciale in cinque puntate, intitolato R5 on R5.

## Artisti di supporto
- DJ Ryland Lynch (Europa e Asia)[14]
- Brandon & Savannah (Nord America e Regno Unito)[15]

## Scaletta
1. Girls (cover dei The 1975)
2. (I Can't) Forget About You
3. Here Comes Forever
4. Fallin' For You
5. Pass Me By
6. Wishing I Was 23
7. Love Me Again (cover di John Newman)
8. Medley:
  1. What Do I Have To Do?
  2. Valerie (cover di Amy Winehouse)
9. A Billion Hits (Ross Lynch)
10. If I Can't Be With You
11. Love Me Like That
12. One Last Dance
13. Counting Stars (cover dei OneRepublic)
14. I Want U Bad
15. Cali Girls
16. Ain't No Way We're Goin' Home
17. Loud

### Variazioni alla scaletta
- Durante alcuni concerti la band ha eseguito la cover del brano dei The Ting Tings Shut Up and Let Me Go.
- Il gruppo si è esibito con la cover di Let's Go Crazy di Prince.
- La cover Sleeping with a Friend è stata eseguita durante le tappe ad Amsterdam e Monaco di Baviera.

## Recensioni
Celeb Secrets 4 U ha definito gli show "diversi e sorprendenti". Ha inoltre affermato che le esibizioni sono coinvolgenti e le canzoni sono orrecchiabili, citando (I Can't) Forget About You, I Want You Bad, What Do I Have to Do e la cover Let's Go Crazy di Prince. Jenny Williams di Light Out ha scritto che le esibizioni live degli R5 sono emozionanti ed energizzanti, piene di brillanti luci luminose. Ha inoltre definito Ain't No Way e If I Can't Be With You come delle grandi esibizioni.
Adrii Cortés di El Nuevo Dia ha affermato che "la band si è evoluta rispetto ai tour precedenti, è diventata più rock and roll e i concerti sono fantastici". Joshua Betancourt Ruiz di Akistoi ha criticato il concerto tenutosi a Porto Rico, sostenendo che la band è arrivata in ritardo, ci sono stati dei problemi tecnici e l'esibizione non ha previsto gli stessi effetti speciali e il palco degli spettacoli statunitensi. Tuttavia ha anche affermato che il gruppo è stato coinvolgente e ha molta energia e adrenalina.

## Date del tour
| Data             | Città             | Stato                 | Luogo                               |
| Nord America     | Nord America      | Nord America          | Nord America                        |
| ---------------- | ----------------- | --------------------- | ----------------------------------- |
| 7 dicembre 2013  | Città del Messico | Messico               | Teatro Metropólitan                 |
| America centrale |                   |                       |                                     |
| 4 gennaio 2014   | San Juan          | Porto Rico            | José Miguel Agrelot Coliseum        |
| 5 gennaio 2014   | Santo Domingo     | Repubblica Dominicana | Teatro Nacional                     |
| Europa           |                   |                       |                                     |
| 5 febbraio 2014  | Varsavia          | Polonia               | Proxima                             |
| Medio Oriente    |                   |                       |                                     |
| 8 febbraio 2014  | Tel Aviv          | Israele               | Theater Club                        |
| Europa           |                   |                       |                                     |
| 10 febbraio 2014 | Oslo              | Norvegia              | Parkteatret                         |
| 11 febbraio 2014 | Stoccolma         | Svezia                | Fryshuset Klubben                   |
| 12 febbraio 2014 | Copenaghen        | Danimarca             | Vega Small Hall                     |
| 13 febbraio 2014 | Berlino           | Germania              | Kesselhaus                          |
| 15 febbraio 2014 | Mannheim          | Germania              | Alte Seilerei                       |
| 16 febbraio 2014 | Amburgo           | Germania              | Knust                               |
| 17 febbraio 2014 | Colonia           | Germania              | Gloria                              |
| 19 febbraio 2014 | Anversa           | Belgio                | Arenberg                            |
| 20 febbraio 2014 | Amsterdam         | Paesi Bassi           | Old Hall Melkweg                    |
| 22 febbraio 2014 | Monaco di Baviera | Germania              | Backstage                           |
| 23 febbraio 2014 | Milano            | Italia                | Magazzini Generali                  |
| 25 febbraio 2014 | Barcellona        | Spagna                | Bikini                              |
| 26 febbraio 2014 | Madrid            | Spagna                | Shoko Live                          |
| 28 febbraio 2014 | Parigi            | Francia               | La Cigale                           |
| 3 marzo 2014     | Birmingham        | Inghilterra           | Library                             |
| 4 marzo 2014     | Londra            | Inghilterra           | The O2                              |
| 5 marzo 2014     | Manchester        | Inghilterra           | Club Academy                        |
| 6 marzo 2014     | Glasgow           | Scozia                | ABC 02                              |
| 8 marzo 2014     | Dublino           | Irlanda               | Vicar Street                        |
| Nord America     |                   |                       |                                     |
| 2 aprile 2014    | Montréal          | Canada                | Metropolis                          |
| 3 aprile 2014    | Ottawa            | Canada                | Canadian Tire Centre                |
| 4 aprile 2014    | Kingston          | Canada                | Rogers K-Rock Centre                |
| 5 aprile 2014    | London            | Canada                | Budweiser Gardens                   |
| 7 aprile 2014    | Hamilton          | Canada                | Copps Coliseum                      |
| 8 aprile 2014    | Oshawa            | Canada                | General Motors Centre               |
| 12 aprile 2014   | Winnipeg          | Canada                | Burton Cummings Theatre             |
| 13 aprile 2014   | Saskatoon         | Canada                | Odeon Events Centre                 |
| 14 aprile 2014   | Calgary           | Canada                | Jack Singer Concert Hall            |
| 15 aprile 2014   | Edmonton          | Canada                | Northern Alberta Jubilee Auditorium |
| 17 aprile 2014   | Vancouver         | Canada                | Queen Elizabeth Theatre             |
| 23 maggio 2014   | Norfolk           | Stati Uniti           | The Norva                           |
| 24 maggio 2014   | Richmond          | Stati Uniti           | The National                        |
| 25 maggio 2014   | Jackson           | Stati Uniti           | Six Flags Great Adventure           |
| 27 maggio 2014   | Nashville         | Stati Uniti           | Rocketown                           |
| 28 maggio 2014   | Columbus          | Stati Uniti           | Newport Music Hall                  |
| 29 maggio 2014   | Pittsburgh        | Stati Uniti           | Stage AE                            |
| 30 maggio 2014   | Filadelfia        | Stati Uniti           | Mann Center                         |
| 4 giugno 2014    | Cleveland         | Stati Uniti           | House of Blues                      |
| 6 giugno 2014    | York              | Stati Uniti           | Pullo Center                        |
| 10 giugno 2014   | New York          | Stati Uniti           | Best Buy Theater                    |
| Europa           |                   |                       |                                     |
| 14 giugno 2014   | Lisbona           | Portogallo            | Coliseu dos Recreios                |
| 15 giugno 2014   | Braga             | Portogallo            | Theatre Circo                       |
| 18 giugno 2014   | Londra            | Inghilterra           | O2 Academy Islington                |